# CCNB1IP1
CCNB1IP1 (англ. Cyclin B1 interacting protein 1) – білок, який кодується однойменним геном, розташованим у людей на короткому плечі 14-ї хромосоми. Довжина поліпептидного ланцюга білка становить 277 амінокислот, а молекулярна маса — 31 544.
| 10         |  | 20         |  | 30         |  | 40         |  | 50         |
| ---------- |  | ---------- |  | ---------- |  | ---------- |  | ---------- |
| MSLCEDMLLC |  | NYRKCRIKLS |  | GYAWVTACSH |  | IFCDQHGSGE |  | FSRSPAICPA |
| CNSTLSGKLD |  | IVRTELSPSE |  | EYKAMVLAGL |  | RPEIVLDISS |  | RALAFWTYQV |
| HQERLYQEYN |  | FSKAEGHLKQ |  | MEKIYTQQIQ |  | SKDVELTSMK |  | GEVTSMKKVL |
| EEYKKKFSDI |  | SEKLMERNRQ |  | YQKLQGLYDS |  | LRLRNITIAN |  | HEGTLEPSMI |
| AQSGVLGFPL |  | GNNSKFPLDN |  | TPVRNRGDGD |  | GDFQFRPFFA |  | GSPTAPEPSN |
| SFFSFVSPSR |  | ELEQQQVSSR |  | AFKVKRI    |  |            |  |            |

A: Аланін

C: Цистеїн

D: Аспарагінова кислота

E: Глутамінова кислота

F: Фенілаланін

G: Гліцин

H: Гістидин

I: Ізолейцин

K: Лізин

L: Лейцин

M: Метіонін

N: Аспарагін

P: Пролін

Q: Глутамін

R: Аргінін

S: Серин

T: Треонін

V: Валін

W: Триптофан

Кодований геном білка за функціями належить до трансфераз, фосфопротеїнів. 
Задіяний у таких біологічних процесах, як убіквітинування білків, мейоз. 
Білок має сайт для зв'язування з іонами металів, іоном цинку. 
Локалізований у ядрі, хромосомах.